# 三井住友トラスト不動産
三井住友トラスト不動産株式会社（みついすみともとらすとふどうさん）は、三井住友信託銀行グループの不動産会社。

## 概要
住友信託銀行が住宅仲介業務を分離し、設立された不動産会社であり、80年以上続いてきた住友信託銀行の不動産業務のノウハウを持ち、またグループの親会社が信託銀行である事もあり不動産の資産活用などの面が強みとされる。
親会社である住友信託銀行と中央三井信託銀行との合併に伴い、2012年（平成24年）4月1日にすみしん不動産が中央三井信不動産を吸収合併し、発足した。

## 沿革
- 1986年（昭和61年）
  - 1月24日 - 住友信託銀行が営んでいた首都圏、近畿における住宅仲介業務を分離し、住信住宅販売株式会社を設立（資本金1億円）[2]。
  - 7月 - 建設大臣より宅地建物取引業法に基づく営業免許を取得し、首都圏および近畿を中心に7ヶ店、従業員116名をもって営業を開始。
  - 10月 - 中部地区の拠点として、名古屋センターを開設。
  - 12月 - 中信住宅販売株式会社設立（中央信託銀行系）[2]。
- 1988年（昭和63年）
  - 3月 - 九州地区の拠点として、福岡センターを開設。
  - 12月 - 三信住宅販売株式会社設立（三井信託銀行系）[2]。
- 1990年（平成2年）10月 - 資本金を3億円に増資。
- 2001年（平成13年）
  - 10月 - 中信住宅販売株式会社と三信住宅販売株式会社が合併し、中央三井住宅販売株式会社として発足[2]。
  - 11月 - 本社を「住友信託銀行八重洲ビル」へ移転。
- 2003年（平成15年）4月 - 住信住宅販売が、商号をすみしん不動産株式会社に変更[2]。
- 2006年（平成15年）4月 - 中央三井住宅販売が、商号を中央三井信不動産株式会社に変更[2]。
- 2012年（平成24年）4月1日 - 中央三井信不動産と合併し、三井住友トラスト不動産株式会社が発足[2]。